# Hockey sur gazon aux Jeux olympiques d'été de 1928
Navigation
Anvers 1920 Los Angeles 1932
Résultats de l'épreuve de Hockey sur gazon aux Jeux olympiques d'été de 1928.

## Podium
| Médaille           | Joueurs | Équipe    |
| Médaille d'or      | Richard Allen, Michael Rocque, Leslie Hammond, Rex Norris, Broome Pinniger, Sayed Yusuf, Michael Gateley, George Marthins, Dhyan Chand, Frederic Seaman, William Goodsir-Cullen, Feroze Khan, Ali Shaukat, Jaipal Singh Munda                                                                             | Inde      |
| Médaille d'argent  | Adriaan Katte, Albert Tresling, Jan Ankerman, Rein de Waal, Johannes Brand, Emile Duson, Gerrit Jannink, Paul van de Rovaart, Hendrik Visser’t Hooft, Robert van der Veen, August Kop | Pays-Bas  |
| Médaille de bronze | Georg Brunner, Werner Proft, Heinz Wöltje, Heinz Förstendorf, Theodor Haag, Erich Zander, Herbert Müller, Bruno Boche, Friedrich Horn, Herbert Hobein, Herbert Kemmer, Werner Freyberg, Erwin Franzkowiak, Hans Haußmann, Kurt Haverbeck, Aribert Heymann, Karl-Heinz Irmer, Gerd Strantzen, Rolf Wollner | Allemagne |

## Nations participantes
- Autriche
- Belgique
- Danemark
- France
- Allemagne
- Inde
- Pays-Bas
- Espagne
- Suisse

## Classement des buteurs
| Place | Nom                                 | Nation    | Buts |
| ----- | ----------------------------------- | --------- | ---- |
| 1.    | Dhyan Chand                         | Inde      | 14   |
| 2.    | Feroze Khan                         | Inde      | 5    |
|       | George Marthins                     | Inde      | 5    |
|       | Theodor Haag                        | Allemagne | 5    |
| 5.    | Louis Diercxsens                    | Belgique  | 4    |
| 6.    | Frederic Seaman                     | Inde      | 3    |
|       | Henning Holst                       | Danemark  | 3    |
|       | Robert van der Veen                 | Pays-Bas  | 3    |
| 9.    | Gerrit Jannink                      | Pays-Bas  | 2    |
|       | Herbert Hobein                      | Allemagne | 2    |
|       | Paul van de Rovaart                 | Pays-Bas  | 2    |
|       | Herbert Müller                      | Allemagne | 2    |
| 13.   | Ab Tresling                         | Pays-Bas  | 1    |
|       | Erik Husted                         | Danemark  | 1    |
|       | J. Loubert                          | Suisse    | 1    |
|       | Ali Shaukat                         | Inde      | 1    |
|       | Bruno Boche                         | Allemagne | 1    |
|       | Enrique de Chávarri Rodríguez Codes | Espagne   | 1    |
|       | Niels Heilbuth                      | Danemark  | 1    |
|       | H. Lichtneckert                     | Autriche  | 1    |
|       | Heinz Wöltje                        | Allemagne | 1    |
|       | Bernabé de Chávarri Rodríguez Codes | Espagne   | 1    |
|       | J. P. G. Rivière                    | France    | 1    |
|       | Félix Grimonprez                    | France    | 1    |
|       | Charles Delheid                     | Belgique  | 1    |
|       | Emile Vercken                       | Belgique  | 1    |
|       | Maurice Gateley                     | Inde      | 1    |
|       | Yvon Baudoux                        | Belgique  | 1    |
|       | Francisco de Roig Ventura           | Espagne   | 1    |
|       | André Seeldrayers                   | Belgique  | 1    |
|       | Konrad Fehr                         | Suisse    | 1    |